# Biathlon-NorAm-Cup 2012/13
Der Biathlon-NorAm-Cup 2012/13 wird wie auch schon in den Saisons zuvor als indirekter Unterbau zum Biathlon-Weltcup veranstaltet.
Die Wettbewerbe des NorAm-Cups werden je nach Austragungsort von den Nationalverbänden Kanadas und der USA sowie von den örtlichen ausrichtenden Vereinen organisiert. Zudem fungiert die Internationalen Biathlon-Union (IBU) als Partner, womit die Wettbewerbe offizielle Wettkämpfe des Weltverbandes sind. Die Rennserie wird zum größten Teil nur von kanadischen und US-amerikanischen Biathleten genutzt. Anders als im Weltcup und dem IBU-Cup sind die Starterfelder vor allem bei den Frauen nicht sehr groß. Vielfach laufen einzelne Athleten auch nur einzelne Rennen, zum Teil weil sich Athleten und Athletinnen für Rennen in Europa empfohlen haben und dann dort starten, oder aber weil nicht immer alle Spitzenathleten zu den einzelnen Wettkämpfen entsandt wurden. Der US-amerikanische Kader rekrutiert sich vor allem aus Athleten der United-States-Army-Reserve sowie der Nationalgarde der Vereinigten Staaten, während die kanadischen Athleten vor allem aus dem Nationalkader des Landes berufen werden. In den Rennen in den USA treten meist vor allem US-Athleten an, bei den Rennen in Kanadier herrschen Teilnehmer aus Kanada vor. Einzig bei Rennen in näherer Grenzregion werden Starterfelder in ähnlicher Größe entsandt. Unter dem Nor-Am-Cup werden in Kanada Rennen auf regionaler Ebene, in den USA meist innerhalb oder zwischen den militärischen Einheiten organisiert, in Kanada auch als Rennserien. Abgesehen von den Spitzenathleten, die oft Teil des Nationalkader des Landes sind, können sich die US-Athleten in der nordamerikanischen Spitze gegen die Vertreter Kanadas selten durchsetzen. Während der Kader der Kanadier über längere Zeit nur in Teilen verändert wird, ist die Fluktuation im US-Kader recht groß.

## Ergebnisse Männerwettbewerbe
| 1. NorAm-Cup in Canmore, 24. November 2012 – 25. November 2012 | 1. NorAm-Cup in Canmore, 24. November 2012 – 25. November 2012 | 1. NorAm-Cup in Canmore, 24. November 2012 – 25. November 2012 | 1. NorAm-Cup in Canmore, 24. November 2012 – 25. November 2012 | 1. NorAm-Cup in Canmore, 24. November 2012 – 25. November 2012 |
| -------------------------------------------------------------- | -------------------------------------------------------------- | -------------------------------------------------------------- | -------------------------------------------------------------- | -------------------------------------------------------------- |
| Datum                                                          | Disziplin                                                      | Erster Platz                                                   | Zweiter Platz                                                  | Dritter Platz                                                  |
| 24. November 2012 (Sa.)                                        | Sprint (10 km)                                                 | Wynn Roberts                                                   | Vincent Blais                                                  | Matt Neumann                                                   |
| 25. November 2012 (So.)                                        | Verfolgung (12,5 km)                                           | Christian Gow                                                  | Wynn Roberts                                                   | Matt Neumann                                                   |

| 2. NorAm-Cup in West Yellowstone, 8. Dezember 2012 – 9. Dezember 2012 | 2. NorAm-Cup in West Yellowstone, 8. Dezember 2012 – 9. Dezember 2012 | 2. NorAm-Cup in West Yellowstone, 8. Dezember 2012 – 9. Dezember 2012 | 2. NorAm-Cup in West Yellowstone, 8. Dezember 2012 – 9. Dezember 2012 | 2. NorAm-Cup in West Yellowstone, 8. Dezember 2012 – 9. Dezember 2012 |
| --------------------------------------------------------------------- | --------------------------------------------------------------------- | --------------------------------------------------------------------- | --------------------------------------------------------------------- | --------------------------------------------------------------------- |
| Datum                                                                 | Disziplin                                                             | Erster Platz                                                          | Zweiter Platz                                                         | Dritter Platz                                                         |
| 8. Dezember 2012 (Sa.)                                                | Sprint (10 km)                                                        | Kevin Jacobsen                                                        | Konrad Thiel                                                          | Walter Warwick                                                        |
| 9. Dezember 2012 (So.)                                                | Verfolgung (12,5 km)                                                  | Kevin Jacobsen                                                        | Walter Warwick                                                        | Konrad Thiel                                                          |

| 3. NorAm-Cup in Valcartier, 19. Januar 2013 – 20. Januar 2013 | 3. NorAm-Cup in Valcartier, 19. Januar 2013 – 20. Januar 2013 | 3. NorAm-Cup in Valcartier, 19. Januar 2013 – 20. Januar 2013 | 3. NorAm-Cup in Valcartier, 19. Januar 2013 – 20. Januar 2013 | 3. NorAm-Cup in Valcartier, 19. Januar 2013 – 20. Januar 2013 |
| ------------------------------------------------------------- | ------------------------------------------------------------- | ------------------------------------------------------------- | ------------------------------------------------------------- | ------------------------------------------------------------- |
| Datum                                                         | Disziplin                                                     | Erster Platz                                                  | Zweiter Platz                                                 | Dritter Platz                                                 |
| 19. Januar 2013 (Sa.)                                         | Sprint (10 km)                                                | Kurtis Wenzel                                                 | Marc-André Bédard                                             | Raileigh Goessling                                            |
| 20. Januar 2013 (So.)                                         | Verfolgung (12,5 km)                                          | Raileigh Goessling                                            | Marc-André Bédard                                             | Macx Davies                                                   |

| 4. NorAm-Cup in La Patrie, 2. Februar 2013 – 3. Februar 2013 | 4. NorAm-Cup in La Patrie, 2. Februar 2013 – 3. Februar 2013 | 4. NorAm-Cup in La Patrie, 2. Februar 2013 – 3. Februar 2013 | 4. NorAm-Cup in La Patrie, 2. Februar 2013 – 3. Februar 2013 | 4. NorAm-Cup in La Patrie, 2. Februar 2013 – 3. Februar 2013 |
| ------------------------------------------------------------ | ------------------------------------------------------------ | ------------------------------------------------------------ | ------------------------------------------------------------ | ------------------------------------------------------------ |
| Datum                                                        | Disziplin                                                    | Erster Platz                                                 | Zweiter Platz                                                | Dritter Platz                                                |
| 2. Februar 2013 (Sa.)                                        | Sprint (10 km)                                               | Wetterbedingt                                                | abgesagt                                                     |                                                              |
| 3. Februar 2013 (So.)                                        | Verfolgung (12,5 km)                                         | Wetterbedingt                                                | abgesagt                                                     |                                                              |

| 5. NorAm-Cup in Jericho, 9. Februar 2013 – 10. Februar 2013 | 5. NorAm-Cup in Jericho, 9. Februar 2013 – 10. Februar 2013 | 5. NorAm-Cup in Jericho, 9. Februar 2013 – 10. Februar 2013 | 5. NorAm-Cup in Jericho, 9. Februar 2013 – 10. Februar 2013 | 5. NorAm-Cup in Jericho, 9. Februar 2013 – 10. Februar 2013 |
| ----------------------------------------------------------- | ----------------------------------------------------------- | ----------------------------------------------------------- | ----------------------------------------------------------- | ----------------------------------------------------------- |
| Datum                                                       | Disziplin                                                   | Erster Platz                                                | Zweiter Platz                                               | Dritter Platz                                               |
| 9. Februar 2013 (Sa.)                                       | Sprint (10 km)                                              | Raileigh Goessling                                          | Michael Gibson                                              | Jesse Downs                                                 |
| 10. Februar 2013 (So.)                                      | Massenstart (15 km)                                         | Raileigh Goessling                                          | Michael Gibson                                              | Samuel Gallant-Lemay                                        |

| 6. NorAm-Cup in Lake Placid, 23. Februar 2013 – 24. Februar 2013 | 6. NorAm-Cup in Lake Placid, 23. Februar 2013 – 24. Februar 2013 | 6. NorAm-Cup in Lake Placid, 23. Februar 2013 – 24. Februar 2013 | 6. NorAm-Cup in Lake Placid, 23. Februar 2013 – 24. Februar 2013 | 6. NorAm-Cup in Lake Placid, 23. Februar 2013 – 24. Februar 2013 |
| ---------------------------------------------------------------- | ---------------------------------------------------------------- | ---------------------------------------------------------------- | ---------------------------------------------------------------- | ---------------------------------------------------------------- |
| Datum                                                            | Disziplin                                                        | Erster Platz                                                     | Zweiter Platz                                                    | Dritter Platz                                                    |
| 23. Februar 2013 (Sa.)                                           | Sprint (10 km)                                                   | Marc-André Bédard                                                | Michael Gibson                                                   | Jason Hettenbaugh                                                |
| 24. Februar 2013 (So.)                                           | Verfolgung (12,5 km)                                             | Marc-André Bédard                                                | Michael Gibson                                                   | Ethan Dreissigacker                                              |

| 7. NorAm-Cup in Charlo, 2. März 2013 – 3. März 2013 | 7. NorAm-Cup in Charlo, 2. März 2013 – 3. März 2013 | 7. NorAm-Cup in Charlo, 2. März 2013 – 3. März 2013 | 7. NorAm-Cup in Charlo, 2. März 2013 – 3. März 2013 | 7. NorAm-Cup in Charlo, 2. März 2013 – 3. März 2013 |
| --------------------------------------------------- | --------------------------------------------------- | --------------------------------------------------- | --------------------------------------------------- | --------------------------------------------------- |
| Datum                                               | Disziplin                                           | Erster Platz                                        | Zweiter Platz                                       | Dritter Platz                                       |
| 2. Februar 2013 (Sa.)                               | Sprint (10 km)                                      |                                                     | abgesagt                                            |                                                     |
| 3. Februar 2013 (So.)                               | Verfolgung (12,5 km)                                |                                                     | abgesagt                                            |                                                     |

### Gesamtwertung Männer
| Platz | Sportler            | Land               | Punkte |
| ----- | ------------------- | ------------------ | ------ |
| 1     | Marc-André Bédard   | Kanada             | 388    |
| 2     | Raileigh Goessling  | Vereinigte Staaten | 370    |
| 3     | Vincent Blais       | Kanada             | 330    |
| 4     | David Grégoire      | Kanada             | 309    |
| 5     | Michael Gibson      | Vereinigte Staaten | 300    |
| 6     | Andrew Chisholm     | Kanada             | 282    |
| 7     | Elijah MacCulloch   | Kanada             | 278    |
| 8     | Kurtis Wenzel       | Kanada             | 276    |
| 9     | Matt Neumann        | Kanada             | 231    |
| 10    | Kai Skinstad        | Kanada             | 210    |
| 11    | Kevin Jacobsen      | Vereinigte Staaten | 193    |
| 12    | Nathan Smith        | Kanada             | 176    |
| 13    | Konrad Thiel        | Vereinigte Staaten | 171    |
| 14    | Ryan Burlingame     | Kanada             | 166    |
| 15    | Bill Bowler         | Vereinigte Staaten | 153    |
| 16    | Martin Blanchard    | Kanada             | 152    |
| 17    | André Bolduc        | Vereinigte Staaten | 150    |
| 18    | Eli Walker          | Vereinigte Staaten | 144    |
| 19    | David Poffenroth    | Kanada             | 139    |
| 20    | Marc Sheppard       | Vereinigte Staaten | 137    |
| 21    | Mark Johnson        | Vereinigte Staaten | 129    |
| 22    | Jon Skinstad        | Kanada             | 120    |
| 22    | Alex Frost          | Kanada             | 120    |
| 24    | Wynn Roberts        | Vereinigte Staaten | 113    |
| 25    | Christian Gow       | Kanada             | 110    |
| 26    | Walter Warwick      | Vereinigte Staaten | 109    |
| 27    | Jason Hettenbaugh   | Vereinigte Staaten | 103    |
| 27    | Jesse Downs         | Vereinigte Staaten | 103    |
| 29    | Brian Woodard       | Vereinigte Staaten | 100    |
| 30    | Ethan Dreissigacker | Vereinigte Staaten | 97     |
| 31    | Daniel Patterson    | Kanada             | 96     |
| 32    | Marty Maynard       | Vereinigte Staaten | 92     |
| 33    | Brian Letourneau    | Vereinigte Staaten | 91     |
| 34    | Aaron Gillmor       | Kanada             | 89     |
| 35    | Jason Rolling       | Vereinigte Staaten | 86     |
| 36    | Tom Moffett         | Vereinigte Staaten | 82     |
| 36    | Brian Lilly         | Vereinigte Staaten | 82     |
| 38    | William Poffenroth  | Kanada             | 76     |
| 38    | Donald Luby         | Vereinigte Staaten | 76     |
| 40    | Alain Guimont       | Kanada             | 74     |
| 41    | Toby Angove         | Vereinigte Staaten | 72     |
| 41    | Chris Johnson       | Vereinigte Staaten | 72     |
| 43    | Paul Morency        | Kanada             | 70     |
| 44    | Matthew Stern       | Vereinigte Staaten | 66     |
| 44    | Chris Fletcher      | Vereinigte Staaten | 66     |
| 46    | Ben Scott           | Vereinigte Staaten | 65     |
| 47    | Robert Charbonnier  | Vereinigte Staaten | 60     |
| 47    | Aaron Scott         | Vereinigte Staaten | 60     |
| 49    | Jeremy Aucoin       | Vereinigte Staaten | 56     |
| 50    | Mark Arendz         | Kanada             | 55     |
| 51    | David Tuss          | Vereinigte Staaten | 54     |
| 52    | Conrad Roberts      | Vereinigte Staaten | 53     |
| 52    | Evan Girard         | Kanada             | 53     |
| 54    | John Nolan          | Vereinigte Staaten | 51     |
| 54    | Joshua Mauger       | Vereinigte Staaten | 51     |
| 56    | Sean Kato           | Vereinigte Staaten | 49     |
| 57    | Devin Bergquist     | Kanada             | 48     |
| 58    | Jeffrey Soja        | Vereinigte Staaten | 47     |
| 59    | David Roberts       | Vereinigte Staaten | 45     |
| 60    | Kenneth Niles       | Vereinigte Staaten | 43     |
| 61    | Craig Kenison       | Vereinigte Staaten | 28     |
| 62    | Jeffrey Luke        | Vereinigte Staaten | 26     |
| 63    | Danylo Kolos        | Kanada             | 21     |

## Ergebnisse Frauenwettbewerbe
| 1. NorAm-Cup in Canmore, 24. November 2012 – 25. November 2012 | 1. NorAm-Cup in Canmore, 24. November 2012 – 25. November 2012 | 1. NorAm-Cup in Canmore, 24. November 2012 – 25. November 2012 | 1. NorAm-Cup in Canmore, 24. November 2012 – 25. November 2012 | 1. NorAm-Cup in Canmore, 24. November 2012 – 25. November 2012 |
| -------------------------------------------------------------- | -------------------------------------------------------------- | -------------------------------------------------------------- | -------------------------------------------------------------- | -------------------------------------------------------------- |
| Datum                                                          | Disziplin                                                      | Erster Platz                                                   | Zweiter Platz                                                  | Dritter Platz                                                  |
| 24. November 2012 (Sa.)                                        | Sprint (10 km)                                                 | Claude Godbout                                                 | Julia Ransom                                                   | Corrine Malcolm                                                |
| 25. November 2012 (So.)                                        | Verfolgung (12,5 km)                                           | Julia Ransom                                                   | Claude Godbout                                                 | Kathryn Stone                                                  |

| 2. NorAm-Cup in West Yellowstone, 8. Dezember 2012 – 9. Dezember 2012 | 2. NorAm-Cup in West Yellowstone, 8. Dezember 2012 – 9. Dezember 2012 | 2. NorAm-Cup in West Yellowstone, 8. Dezember 2012 – 9. Dezember 2012 | 2. NorAm-Cup in West Yellowstone, 8. Dezember 2012 – 9. Dezember 2012 | 2. NorAm-Cup in West Yellowstone, 8. Dezember 2012 – 9. Dezember 2012 |
| --------------------------------------------------------------------- | --------------------------------------------------------------------- | --------------------------------------------------------------------- | --------------------------------------------------------------------- | --------------------------------------------------------------------- |
| Datum                                                                 | Disziplin                                                             | Erster Platz                                                          | Zweiter Platz                                                         | Dritter Platz                                                         |
| 8. Dezember 2012 (Sa.)                                                | Sprint (10 km)                                                        | Katrina Howe                                                          | Barbara Blanke                                                        | –                                                                     |
| 9. Dezember 2012 (So.)                                                | Verfolgung (12,5 km)                                                  | Katrina Howe                                                          | Barbara Blanke                                                        | –                                                                     |

| 3. NorAm-Cup in Valcartier, 19. Januar 2013 – 20. Januar 2013 | 3. NorAm-Cup in Valcartier, 19. Januar 2013 – 20. Januar 2013 | 3. NorAm-Cup in Valcartier, 19. Januar 2013 – 20. Januar 2013 | 3. NorAm-Cup in Valcartier, 19. Januar 2013 – 20. Januar 2013 | 3. NorAm-Cup in Valcartier, 19. Januar 2013 – 20. Januar 2013 |
| ------------------------------------------------------------- | ------------------------------------------------------------- | ------------------------------------------------------------- | ------------------------------------------------------------- | ------------------------------------------------------------- |
| Datum                                                         | Disziplin                                                     | Erster Platz                                                  | Zweiter Platz                                                 | Dritter Platz                                                 |
| 19. Januar 2013 (Sa.)                                         | Sprint (10 km)                                                | Emma Lunder                                                   | Claude Godbout                                                | Julia Ransom                                                  |
| 20. Januar 2013 (So.)                                         | Verfolgung (12,5 km)                                          | Claude Godbout                                                | Julia Ransom                                                  | Emma Lunder                                                   |

| 4. NorAm-Cup in La Patrie, 2. Februar 2013 – 3. Februar 2013 | 4. NorAm-Cup in La Patrie, 2. Februar 2013 – 3. Februar 2013 | 4. NorAm-Cup in La Patrie, 2. Februar 2013 – 3. Februar 2013 | 4. NorAm-Cup in La Patrie, 2. Februar 2013 – 3. Februar 2013 | 4. NorAm-Cup in La Patrie, 2. Februar 2013 – 3. Februar 2013 |
| ------------------------------------------------------------ | ------------------------------------------------------------ | ------------------------------------------------------------ | ------------------------------------------------------------ | ------------------------------------------------------------ |
| Datum                                                        | Disziplin                                                    | Erster Platz                                                 | Zweiter Platz                                                | Dritter Platz                                                |
| 2. Februar 2013 (Sa.)                                        | Sprint (7,5 km)                                              | Wetterbedingt                                                | abgesagt                                                     |                                                              |
| 3. Februar 2013 (So.)                                        | Verfolgung (10 km)                                           | Wetterbedingt                                                | abgesagt                                                     |                                                              |

| 5. NorAm-Cup in Jericho, 9. Februar 2013 – 10. Februar 2013 | 5. NorAm-Cup in Jericho, 9. Februar 2013 – 10. Februar 2013 | 5. NorAm-Cup in Jericho, 9. Februar 2013 – 10. Februar 2013 | 5. NorAm-Cup in Jericho, 9. Februar 2013 – 10. Februar 2013 | 5. NorAm-Cup in Jericho, 9. Februar 2013 – 10. Februar 2013 |
| ----------------------------------------------------------- | ----------------------------------------------------------- | ----------------------------------------------------------- | ----------------------------------------------------------- | ----------------------------------------------------------- |
| Datum                                                       | Disziplin                                                   | Erster Platz                                                | Zweiter Platz                                               | Dritter Platz                                               |
| 9. Februar 2013 (Sa.)                                       | Sprint (7,5 km)                                             | Katrina Howe                                                | Clare Egan                                                  | Andrea Mayo                                                 |
| 10. Februar 2013 (So.)                                      | Massenstart (12,5 km)                                       | Katrina Howe                                                | Clare Egan                                                  | Andrea Mayo                                                 |

| 6. NorAm-Cup in Lake Placid, 23. Februar 2013 – 24. Februar 2013 | 6. NorAm-Cup in Lake Placid, 23. Februar 2013 – 24. Februar 2013 | 6. NorAm-Cup in Lake Placid, 23. Februar 2013 – 24. Februar 2013 | 6. NorAm-Cup in Lake Placid, 23. Februar 2013 – 24. Februar 2013 | 6. NorAm-Cup in Lake Placid, 23. Februar 2013 – 24. Februar 2013 |
| ---------------------------------------------------------------- | ---------------------------------------------------------------- | ---------------------------------------------------------------- | ---------------------------------------------------------------- | ---------------------------------------------------------------- |
| Datum                                                            | Disziplin                                                        | Erster Platz                                                     | Zweiter Platz                                                    | Dritter Platz                                                    |
| 23. Februar 2013 (Sa.)                                           | Sprint (7,5 km)                                                  | Claude Godbout                                                   | Chloe Levins                                                     | Danielle Bean                                                    |
| 24. Februar 2013 (So.)                                           | Verfolgung (10 km)                                               | Claude Godbout                                                   | Danielle Bean                                                    | –                                                                |

| 7. NorAm-Cup in Charlo, 2. März 2013 – 3. März 2013 | 7. NorAm-Cup in Charlo, 2. März 2013 – 3. März 2013 | 7. NorAm-Cup in Charlo, 2. März 2013 – 3. März 2013 | 7. NorAm-Cup in Charlo, 2. März 2013 – 3. März 2013 | 7. NorAm-Cup in Charlo, 2. März 2013 – 3. März 2013 |
| --------------------------------------------------- | --------------------------------------------------- | --------------------------------------------------- | --------------------------------------------------- | --------------------------------------------------- |
| Datum                                               | Disziplin                                           | Erster Platz                                        | Zweiter Platz                                       | Dritter Platz                                       |
| 2. Februar 2013 (Sa.)                               | Sprint (7,5 km)                                     |                                                     | abgesagt                                            |                                                     |
| 3. Februar 2013 (So.)                               | Verfolgung (10 km)                                  |                                                     | abgesagt                                            |                                                     |

### Gesamtwertung Frauen
| Platz | Sportler                | Land               | Punkte |
| ----- | ----------------------- | ------------------ | ------ |
| 1     | Claude Godbout          | Kanada             | 460    |
| 2     | Julia Ransom            | Kanada             | 371    |
| 3     | Andrea Mayo             | Vereinigte Staaten | 334    |
| 4     | Kathryn Stone           | Kanada             | 328    |
| 5     | Emma Lunder             | Kanada             | 287    |
| 6     | Betsy Mawdsley          | Kanada             | 268    |
| 7     | Corrine Malcolm         | Vereinigte Staaten | 253    |
| 8     | Katrina Howe            | Vereinigte Staaten | 240    |
| 9     | Leysan Valiullina       | Russland           | 219    |
| 10    | Audrey Vaillancourt     | Kanada             | 180    |
| 11    | Jennifer Paterson       | Kanada             | 178    |
| 12    | Megan Heinicke          | Kanada             | 165    |
| 13    | Jessica Biggs           | Kanada             | 158    |
| 14    | Clare Egan              | Vereinigte Staaten | 112    |
| 14    | Barbara Blanke          | Vereinigte Staaten | 112    |
| 16    | Jennifer McLean Ellis   | Vereinigte Staaten | 100    |
| 17    | Karin Kasupski          | Vereinigte Staaten | 94     |
| 18    | Samantha Lord           | Vereinigte Staaten | 88     |
| 19    | Cynthia Clark           | Kanada             | 87     |
| 20    | Lisa Rheaume            | Vereinigte Staaten | 84     |
| 20    | Karen Messenger         | Kanada             | 84     |
| 20    | Danielle Bean           | Vereinigte Staaten | 84     |
| 20    | Élisabeth Laforest-Jean | Kanada             | 84     |
| 24    | Melanie Schultz         | Kanada             | 76     |
| 25    | Carly Shiel             | Kanada             | 66     |
| 26    | Rosanna Crawford        | Kanada             | 44     |
| 27    | Chloe Levins            | Vereinigte Staaten | 42     |
| 28    | Alicia Hurley           | Kanada             | 30     |
| 29    | Lori Selby              | Vereinigte Staaten | 28     |